# Иоанн Иерусалимлянин
Иоанн Иерусалимлянин — иерусалимский монах, жил в VIII веке.
Известен краткой историей иконоборчества (описал его первый период по Седьмой Вселенский собор). Был монахом лавры Саввы Освященного, отождествляется с автором жития Иоанна Дамаскина.